# او في سي سليفن 2000
او في سي سليفن 2000 (بالبلغارية: ОФК Сливен 2000)‏: نادي كرة قدم بلغاري من مدينة سليفن وهو يلعب حاليا في دوري الدرجة الأولى، ودوري الدرجة الثانية لكرة القدم البلغارية. ميمتلك النادي ملعب هادزا ديميتار في سليفن بسعة 15000 متفرج. ألوان فريق او في سي سليفن هو البرتقالي والأزرق.

## وصلات خارجة
- Official Site
- Hadzhi Dimitar Stadium
- Fansite